# فيروز أباد (فهرج)
فيروز أباد (بالفارسية: فیروزآباد) هي قرية تقع في البلدة المركزية في إيران. يقدر عدد سكانها بـ 137 نسمة بحسب إحصاء 2016.